# Coelioxys subelongata
Coelioxys subelongata là một loài Hymenoptera trong họ Megachilidae. Loài này được Wu mô tả khoa học năm 1992.